# مغالطة تأكيد النتيجة

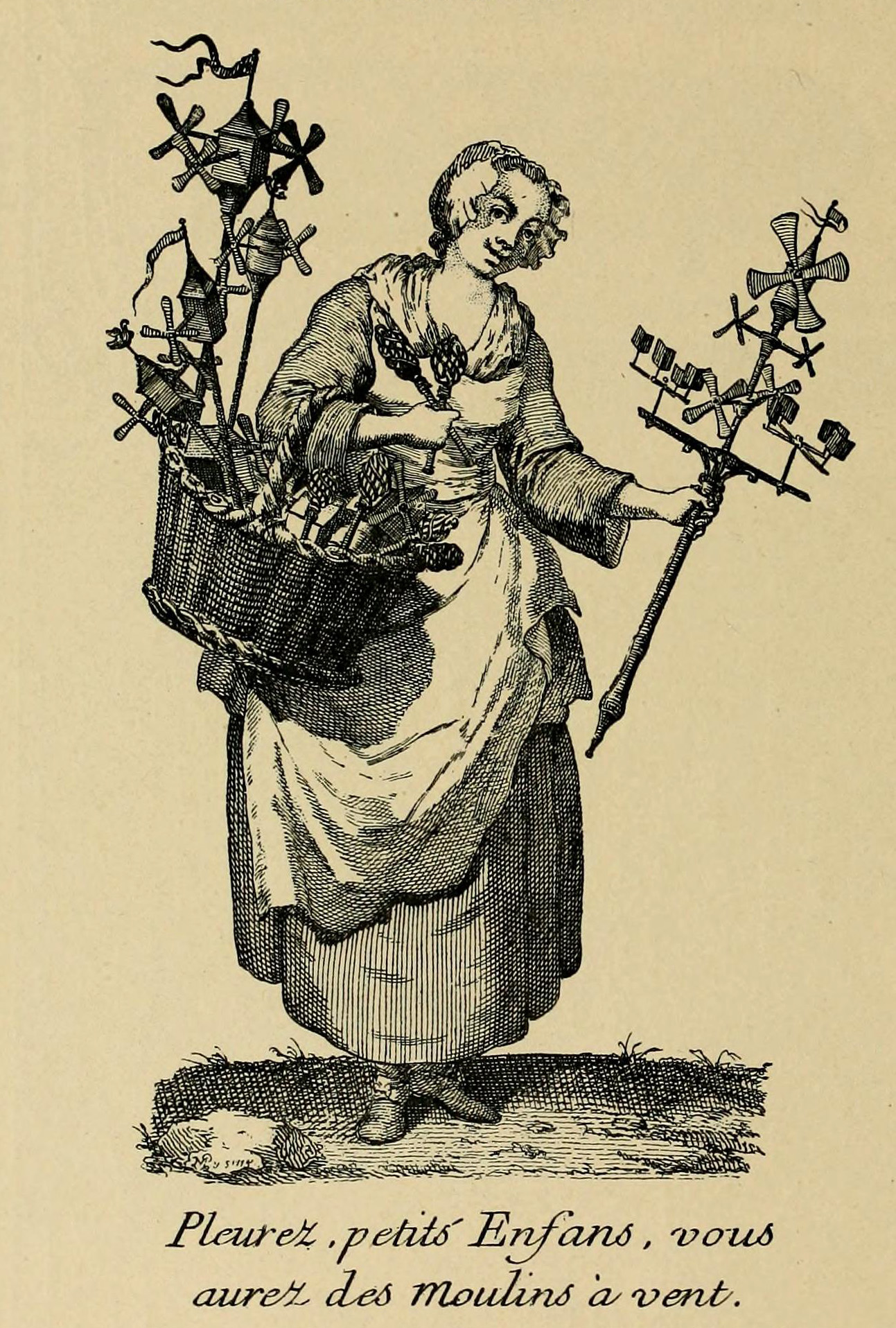

مغالطة تأكيد النتيجة، أحيانا تُسمى خطأ العكس، أو مغالطة العكس، أو خلط الضرورة مع الكفاية، هي مغالطة رسمية تكون عن طريق أخذ عبارة شرطية حقيقية (مثل «إذا كانت المصابيح مكسورة، فستكون الغرفة مظلمة») والإستدلال على العكس بطريقة باطلة («الغرفة مظلمة، إذًا فالمصابيح مكسورة») مع إن العكس ممكن أن لا يكون صحيحًا. هذا يحدث عندما نتيجة مثل («الغرفة مظلمة») يُمكن أن يكون لديها عدة مُسببات أخرى (كمثال، «المصباح ليس موصولًا بالكهرباء» أو «المصباح يعمل بسلاسة، ولكن زر التشغيل مغلق»).
أخطاء العكس شائعة في التفكير اليومي والتواصل اليومين ومن الممكن أن تنتج عن، بالإضافة لمسببات اُخرى، مشاكل التواصل، سوء فهم المنطق، والفشل في أخذ بقية المسببات في نظر الاعتبار.

## الوصف الرسمي
تأكيد النتيجة هي عملية أخذ عبارة حقيقية وأستنتاج عكسها بصورٍة باطلة. الأسم تأكيد النتيجة يأتي من استخدام النتيجة Q من لإستنتاج المسبب P. هذا اللامنطق يمكن تلخيصه رسميًا بالشكل التالي أو بالشكل البديل.
المسبب الرئيسي لخطٍأ منطقي كهذا هو الفشل في إدراك أن فقط لأن P هي شرط ممكن لـQ ، P قد لا تكون الشرط الوحيد لـQ، فمثلًا Q من الممكن أن تكون تابعة هي نفسها لشرط آخر أيضًا.
تأكيد النتيجة {\displaystyle P\to Q} يمكن أن يكون أيضًا ناتجًا عن الإفراط في تعميم تجربة العبارات العديدة اللتي لديها مضادات حقيقية {\displaystyle Q\to P}. إذا كانتا P و Q عبارتين «متساويتين»، مثل، فمن الممكن الإستدلال على P تحت شرط Q {\displaystyle (P\to Q,Q)\to P}. على سبيل المثال، العبارات «اليوم هو الثالث عشر من شهر أغسطس، إذًا اليوم هو عيد ميلادي» و «اليوم هو عيد ميلادي، إذًا اليوم هو الثالث عشر من شهر أغسطس» متساويتان. وكلاهما نتائج حقيقية للعبارة «هو الثالث عشر من شهر أغسطس هو عيد ميلادي» (شكل مختصر لـ). استخدام أحد العبارات لإستنتاج الأُخرى ليس مثالًا على مغالطة تأكيد النتيجة ولكن البعض قد يطبقون هذا النهج بشكل خاطيء، «الغرفة مظلمة، فالمصباح ليس مكسورًا،»
مما يجدر ملاحظته هو أن {\displaystyle \neg Q\to \neg P} توحي بمعكوسها {\displaystyle \neg Q,\neg P} ، حيث أن {\displaystyle \neg Q\to \neg P}، يرمزون إلى نقضاء الـQ و الـP، على التوالي. مثلًا، العبارة «إذا كان المصباح مكسورًا، فستكون الغرفة مظلمة،» تًبين معكوسها «الغرفة ليست مظلمة، إذا المصباح ليس مكسورًا،».

## أمثلة إضافية

### مثال 1
من طُرق برهنًة عدم مشروعية هذا النوع من النقاش هو باستخدام مثال مضاد مع فرضيات حقيقية ولكن بإستنتاج خاطيء بشكل واضح. على سبيل المثال:
- إذا كان بيل غيتس يملك فورت نوكس، إذًا بيل غيتس ثري.
- بيل غيتس ثري.
- لهذا، بيل غيتس يملك فورت نوكس.

امتلاك فورت نوكس ليست الطريقة الوحيدة ليكون الشخص ثريًأ. هنالك العديد من الطرق الأًخرى للوصول للثراء.
ومع ذلك، نستطيع التأكيد بقناعة تامة أن «أذا كان الشخص غير غنٍي» (ليس Q)، إذا «هذا الشخص لايملك فورت نوكس» (ليس P) إذا هذا هو معكوس العبارة الأولى، وهي يجب أن تكون صحيحة فقط إذا كانت العبارة الاصلية صحيحة.

### مثال 2
هذا مثال اخر مفيد، مثال مغلوط بشكل واضح، ولكنه لا يتطلب معرفة بشخص بيل غيتس أو بناية الفورت نوكس:
- إذا كان الحيوان كلبًا، إذا لديه أربعة أرجل.
- قطتي لديها أربعة أرجل
- لهذا، قطتي هي كلب.

هنا، من البديهي وعلى الفور أن أي عدد من المسببات («إذا كان الحيوان غزالًا...»، «إذا كان الحيوان فيلًا...»، «إذا كان الحيوان غزالًا امريكيا...»، وما إلى ذلك) فبإمكانه إعطاء النتيجة («إذا لديه أربعة أرجل»)، ومن المنافي للعقل افتراض أن وجود أربعة أرجل من بالضرورة يدل على أن الحيوان هو كلب وليس أي شٍيء آخر. هذا مفيد كمثال للتعليم بما أن اغلب الناس يستطيعون التميز على الفور بأن الإستنتاج اللذي تم الوصول إليه خاطيء (بديهيًا، القطة ليس بإمكانها أن تكون كلبًا)، والطريقة اللتي تم استخدامها للوصول لتلك النتيجة لابد وأن تكون مغلوطة.

### مثال 3
نقاشات من نفس النوع ممكن أن تبدوا في بعض الأحيان مقنعة بشكل سطحي، كما في المثال التالي:
- إذا ما تم الإلقاء ببرايان من أعلى برج ايفل، فسيموت براين.
- براين ميت.
- لهذا، لقد تم الإلقاء ببراين من اعلى برج ايفل.

إلقاء شخص من أعلى برج ايفل ليست السبب الوحيد للموت، وذلك لوجود أسباب عديد مختلفة بإمكانها أن تؤدي للموت.
تأكيد النتيجة يتم إستخدامها بشكل شائع في التبرير، وبالتالي تبدوا كآلية للتغلب عند بعض الناس.

### مثال 4
في رواية كاتش-22، يتم استجواب القسيس لكونه 'واشنطن ايرفنغ\ايرفنغ واشنطن'، اللذي كان يمنع وصول عدد كبير من رسائل الجنود إلى أرض الوطن. وجَدَ العقيد رسالًة كهذه، ولكن مع توقيع اسم القسيس.
'بإمكانك القراءة، أليس كذلك؟' العقيد حفظها بسخرية. 'المؤلف وقع بإسمه.'
'هذا اسمي هناك. '
'من ثم كتبتَه 'Q.E.D. 
الـP في هذه الحالة هي 'القسيس يوقع بإسمه'، و الـQ 'اسم القسيس مكتوب'. اسم القسيس ممكن أن يكون مكتوبًا، ولكن ليس شرطًأ أن يكون هو من كتبه، كما يستنتج العقيد على نحٍو خاطيء.